# Coloriste (bande dessinée)
 (octobre 2018).
Le coloriste de bande dessinée est chargé du rendu visuel de la bande dessinée lors de son édition : il choisit et applique la couleur aux bandes dessinées qu'il reçoit rendues au trait, avec uniquement des lignes noires sur fond blanc, telles qu'elles se trouvent après l'encrage. Il définit les couleurs des personnages et des décors, vêtements en respectant la continuité des couleurs au fil des planches et l'effet des lumières et des ombres du dessin en fonction du scénario.

## Historique
Initialement, la bande dessinée publiée dans la presse devait être lisible en impression au trait, noir et blanc. Des versions colorées ont d'abord seulement inclus des rehauts en une couleur, avant que les dessins soient largement coloriés. Les versions en quadrichromie utilisaient un petit nombre de nuances en aplat. On pouvait transmettre à l'imprimeur un document en noir et blanc portant un numéro de nuance dans les zones où elles devaient s'appliquer. On avait communiqué une fois pour toutes la définition des trames correspondant à ces numéros. L'impression comportait une plaque noire, au trait, avec les contours, et trois plaques demi-teintes pour les couleurs, à quatre niveaux de gris chacune, soit 64 nuances en tout. L'impression de meilleure qualité, pour les magazines ou albums de bande dessinée, a conservé, le plus souvent, le principe d'un dessin au trait colorié ensuite. Cette solution technique, confiée à des spécialistes de l'impression en couleurs, évite les difficultés d'une reproduction en couleurs, comme on en connaît pour la peinture. Les progrès de la séparation quadrichromique ont donné plus de diversité aux couleurs, et ont amené à la définition d'un nouveau métier artistique et technique, celui de coloriste de bande dessinée.

## Métier

### Fonction esthétique et narrative
Le coloriste est amené à collaborer avec le dessinateur. Certains auteurs de bande dessinée  dessinent eux-mêmes en couleurs.
La couleur donne des informations au lecteur et constitue un élément de narration qui complète le trait du dessinateur. Elle contribue à installer un climat, à mettre en valeur un temps fort de l’action, à renforcer la tension dramatique ou à donner de la profondeur à une image en distinguant les différents plans. Elle permet aussi de traduire les sentiments et les émotions des personnages. Le travail du coloriste intervient lorsqu’une planche originale est encrée définitivement, celle-ci peut-être reproduite telle quelle, en noir et blanc mais la plupart des bandes dessinées sont publiées en couleurs.

### Technique de mise en couleurs
La mise en couleurs était, avant la généralisation du traitement informatique, effectuée à la gouache, à l'aquarelle, ou le plus souvent à l'encre de couleur soluble à l'eau, sans dilution ni mélange sur le papier, de façon à pouvoir reproduire les mêmes teintes. Le coloriste appliquait la couleur au pinceau et à l'aérographe, sur un tirage particulier de la planche, appelé « bleu », où les traits noirs de l'encrage étaient imprimés en bleu-vert clair. Ce procédé permet de conserver séparés la photogravure des contours, avec la meilleure résolution possible, et celle des couleurs, aux limites moins nettes puisqu'elles correspondent à des images tramées. Le trait bleu pâle assure que les couleurs n'ajouteront que peu d'encres aux endroits où les traits noirs recouvrent les couleurs. Le procédé de couleur directe, au contraire, porte la couleur sur le dessin au trait, contraignant l'imprimeur à un travail d'interprétation comme pour une peinture si l'artiste n'a pas tenu compte du gamut de l'impression. Au début du XXIe siècle, le coloriste peut choisir entre une mise en couleurs numérique et une mise en couleurs plus traditionnelle. Grâce à la généralisation du traitement informatique, il peut utiliser une tablette graphique et des logiciels comme Storyboard ou autre.

## Formation
Le baccalauréat le plus conseillé est le bac des sciences et technologies du design et des arts appliqués (std2a). Pour les études supérieures, hormis deux écoles privées consacrées au 9e art, les formations en France sont rares. Il est possible d’apprendre les bases du dessin en école d’art et de se former en suivant des cours du soir ou des stages de bande dessinée. Des modules d’art narratif sont proposés dans les cursus de design graphique ou de communication visuelle en trois à cinq années. Si l’objectif est de travailler dans le roman graphique, il faut opter pour une école de bande dessinée.

## Statut du coloriste
Jusque dans les années 1990, les éditeurs considéraient le coloriste comme un sous-traitant, au même titre que le lettreur ou l'imprimeur. Depuis, il est de plus en plus considéré comme un auteur à part entière et son nom apparaît sur les albums. La couleur aide à la lecture d'une bande dessinée. Des couleurs mal adaptées peuvent gâcher un album et inversement, des couleurs adaptées peuvent embellir une bande dessinée.
D'après le rapport de l'ACBD cité dans Le Parisien en 2017, les coloristes de bande dessinée européenne francophone comportent 48 % de femmes, ce qui porte leur effectif à 85.

## Coloristes notoires
- Nine Culliford : Les Schtroumpfs
- Stuf : Le Petit Spirou
- Isabelle Merlet
- Ana Mirallès
- Jérémy Petiqueux
- Petra
- Ruby
- Caroline Delabie
- Béatrice Tillier
- Studio Leonardo

#### Études
- Isabelle Beaumenay-Joannet, Pascale Benureau, Christine Couturier, Anne Delobel, Danielle Dubos, Didier Eberoni, Raymond Fernandez, Marianne Rousseau, Jean Solé et Évelyne Tranlé (int. Sylvain Bouyer), « Profession : coloriste », dans Les Cahiers de la bande dessinée no 60, Glénat, novembre-décembre 1984, pp. 40-43 et 57.
- Sylvain Bouyer, « Coloriage, picturalité et gros sous », dans Les Cahiers de la bande dessinée no 60, Glénat, novembre-décembre 1984, pp. 35-39.
- Gilles Ciment, « Couleur », sur Cité internationale de la bande dessinée et de l'image, septembre 2012.
- Patrick Gaumer, « Concevoir une BD : la mise en couleurs », dans Guide totem : La BD, Larousse, 2002 (ISBN 9782035051301), p. 5-6.
- Didier Quella-Guyot, La BD de case en classe : réaliser une bande dessinée, Dupuis, juillet 2007 (ISBN 9782866327323).
  - « Coloriste », page 21-22.
  - « La couleur », page 88-90.
- Didier Quella-Guyot, « Couleur », dans La Bande dessinée, Paris, Desclée de Brouwer, coll. « 50 Mots », novembre 1990, 160 p. (ISBN 2220031713), p. 36-38.
- Sylvain Lesage et Irène Le Roy Ladurie, Couleurs et coloristes dossier de la Revue Neuvième Art, CIBDI, novembre 2022.

#### Articles
- Nicolas Anspach, « Les coloristes de bande dessinée créent leur association », sur Actua BD, 22 juillet 2009.
- Cathleen Bonnin, « Une association pour défendre les droits des coloristes de bande dessinée », Charente Libre,‎ 31 juillet 2009.
- Vanessa Fize, « Ne voyez plus la BD en noir (et blanc) grâce aux coloristes de bande-dessinées ! », culturebox.francetvinfo.fr,‎ 7 janvier 2013 (lire en ligne).
- Arnaud Malherbe, « Spécial BD. Tu enfanteras dans la couleur », L'Express,‎ 25 janvier 2001.
- Onisep, « Bande dessinée », Études d'art des conseils pour choisir, septembre 2018, n°081, p.81-83.
- http://www.benbk.com/coloriste-bd-cest-quoi/